# 横山隆興
横山 隆興（よこやま たかおき、1848年6月15日（嘉永元年5月15日） - 1916年（大正5年）4月11日）は、日本の武士（金沢藩士）、実業家。加州銀行頭取。横山鉱業部代表社員、同顧問。金沢商業会議所特別議員。金沢電気瓦斯取締役。族籍は石川県士族。

## 人物
加賀国金沢（現・石川県金沢市）出身。加賀金沢藩で加賀八家と称された家老職などを務める年寄衆（人持組頭）8家の一つ、3万石を知行する横山氏嫡流の当主であった横山遠江守隆章の三男として江戸期末に生まれ、後に1869年に分家する。明倫堂で和漢の学を修める。大阪開成学校に学ぶ。明治後期に男爵位を授爵した隆平の弟であり、その子である隆俊の叔父にあたる。彼らを含む一族の多くがかかわって鉱業経営に従事する。その中で隆興が最も力を注いだのが、石川県南部にある尾小屋鉱山の経営だった。隆興は西洋の最新式の製法を取り入れるなど、積極的に事業を展開する。更に新たな銅の鉱脈を掘り当て、鉱山を拡大し最盛期には1700人の鉱夫を抱える。鉱業にとどまらず、加州銀行頭取、金沢電気瓦斯取締役を務めるなど、大正5年に没するまで金沢を代表する実業家の一人として活躍した
。住所は石川県金沢市高岡町、同市上柿木畠。別邸として、金沢市内寺町近くの犀川沿いの崖地に金沢別邸(その一部は現・「辻家庭園(旧横山家迎賓館)」及び金茶寮)、京都・南禅寺に京都別邸「智水庵」を営んだ。金沢別邸の豪奢な様子は徳田秋声の自伝的短編作「菊見」に描写されている。墓所は野田山墓地。

## 家族・親族
横山家
- 妻・多満（1857年 - ?）[1]
- 男・章[1]（1874年 - 1938年、鉱業、石川県多額納税者、資産家、衆議院議員、貴族院議員）
- 二男・俊二郎（1880年 - ?）[1]
- 三男・芳松（1882年 - ?）[1]
- 四男・登（1887年 - ?）[1]
- 孫[1]

親戚
- 横山隆俊（男爵）[1]
- 横山隆平（男爵）
- 横山一平（実業家・政治家）